# Вулиця Гіршмана (Харків)
Вулиця Гі́ршмана — вулиця міста Харкова, розташована в Київському адміністративному районі. Починається від Сумської вулиці і йде на південний схід до вулиці Григорія Сковороди. Перетинається з вулицями Мироносицькою, Чернишевською, Алчевських.

## Історія і назва
Ще на початку XIX століття ця місцевість являла собою поле, яке належало приватним особам. Коли виникла потреба прокласти тут вулицю, міській владі довелось судитись із власниками землі. У 1860-ті роки питання було вирішене, і ділянки землі під забудову почали розпродавати. Запроєктований провулок мав з'єднати Сумську і Чернишевську вулиці, пізніше він отримав назву Сорокинського. Провулок забудовувався приватними особняками й багатоповерховими прибутковими будинками.
4 жовтня 1926 року рішенням Харківського окружного виконкому Сорокинський провулок був перейменований на вулицю Л. Л. Гіршмана, лікаря і вченого-офтальмолога. Подальший розвиток вулиці розпочався в 1929 році, у напрямку Пушкінської вулиці (нині Григорія Сковороди). На цьому відрізку вулиці будували багатоповерхові житлові будинки.

## Будинки

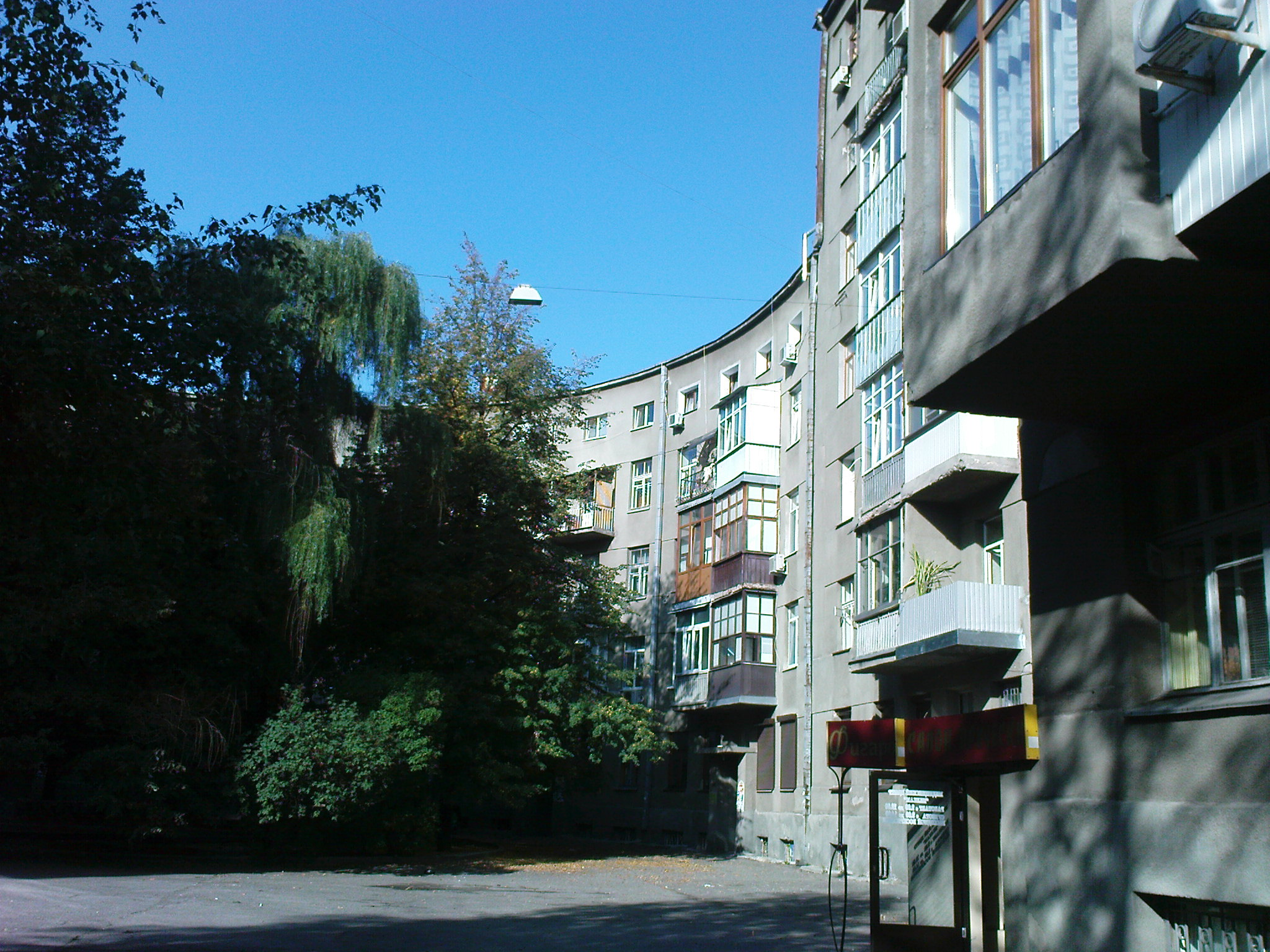
Будинок № 17

- На розі з вулицею Мироносицькою, 11 розташована пам'ятка архітектури Харкова, охоронний № 144, колишній особняк Владислава Бузескула, історика античності, академіка АН СРСР, академіка ВУАН. Імовірно авторство архітектора В. В. Величка. Будинок не використовується і руйнується[2].
- Буд. № 8/10 — Поліклініка ГУНП України в Харківській області.
- Буд. № 17 — Пам'ятка архітектури, охоронний № 13. Житловий будинок «Комунар», 1932 рік, арх. О. В. Лінецький і В. І. Богомолов.
- Буд. № 17-б — Пам'ятка архітектури, охоронний № 21. Житловий будинок, 1954 рік, арх. Д. А. Морозов.

## Особи, пов'язані з вулицею
В пам'ять та на пошану багатьом особам, які мешкали на цій вулиці, встановлені меморіальні таблиці, серед яких:
- Гіршман Леонард Леопольдович, на честь якого названо вулицю, мешкав у буд. № 5.
- Шевельов Юрій Володимирович, славіст-мовознавець народився в буд. № 4 по Сорокинському провулку (будинок не зберігся), як він зазначає в автобіографічній праці «Я, мені, мене … (і довкруги)».
- Погорелко Олександр Костянтинович, професор Харківського технологічного інституту і Харківський міський голова, мешкав у буд. № 9а.
- Лесь Сердюк, український актор, мешкав у будинку № 17.
- Роботягов Микола Павлович, український художник і мистецтвознавець, мешкав у будинку № 17.
- Масельський Олександр Степанович, суспільно-політичний діяч, мешкав у будинку № 17.
- Іван Мар'яненко, український актор, режисер, педагог, мешкав у буд. № 19.
- Валентина Чистякова-Курбас, українська театральна актриса і педагог, мешкала у буд. № 19.
- Бездітко Андрій Павлович, український радянський і компартійний діяч, почесний громадянин міста Харкова, мешкав у буд. № 19.